# It Started with Eve
It Started with Eve (br.: Raio de sol / pt.: Noiva de ocasião) é um filme de comédia e romance musical estadunidense de 1941, dirigido por Henry Koster para a Universal Pictures. Baseado na história de Hanns Kräly. Foi a última colaboração da atriz e cantora Deanna Durbin  com o produtor Joe Pasternak e o diretor Koster. Refilmado em 1964 com o título I'd Rather Be Rich.

## Elenco
- Deanna Durbin...Anne Terry
- Charles Laughton...Jonathan Reynolds
- Robert Cummings...Jonathan 'Johnny' Reynolds Jr.
- Guy Kibbee...Bishop Maxwell
- Margaret Tallichet...Gloria Pennington
- Catherine Doucet...Madame Pennington
- Walter Catlett...Doutor Harvey
- Charles Coleman...Roberts
- Leonard Elliott...Reverendo Henry Stebbins
- Irving Bacon...Raven
- Gus Schilling...Raven
- Wade Boteler...Harry, editor do jornal
- Dorothea Kent...Jackie Donovan
- Clara Blandick...enfermeira[2]

## Sinopse
Jonathan Reynolds é um milionário idoso que agonizava em sua cama quando recebe a visita do filho Johnny que tinha saído de casa. Ao contar que estava noivo, o pai quer conhecer a moça. Johnny corre para o hotel mas não encontra a noiva e a mãe dela que foram fazer compras. Achando que o pai não aguentará esperar, ele propõe a Anne Terry, uma humilde funcionária do hotel e aspirante a pianista, que se passe pela noiva. O pai simpatiza com Anne e ela, logo em seguida, vai embora. Mas, ao contrário das expectativas, no dia seguinte o milionário melhora de saúde e quer voltar a ver Anne. Johnny não vê alternativa senão ir atrás dela e pedir que continuasse com a farsa.

## Produção
O filme se chamava originalmente Almost an Angel.

## Recepção
Na resenha de The New York Times, Bosley Crowther qualificou o filme (em tradução livre/aproximada) de "luminosa e despretenciosa fantasia" e que "deve agradar—como dizem—tanto os jovens como os velhos. É o perfeito filme "8-a-80" ". Crowther destaca as interpretações de Charles Laughton, que faz o "cupido", e Deanna Durbin. Escreveu:
| “ | Henry Koster, que dirigiu esse e outros dos melhores filmes da Senhorita Durbin, certamente soube como tirar o melhor do Senhor Laughton, um homem de grande renome. Pois essa é uma das melhores interpretações de idoso juvenil que se viu em anos... O Senhor Laughton atua com sabor, ousadia, humor e grande inventividade. Ele sabe como um velho se comporta e nunca exagera. Sob uma maquiagem perfeita, você quase não reconhece o Senhor Laughton—o que é muito para se dizer | ” |

.
Elogiando a performance de Durbin, Crowther escreveu: "Senhorita Durbin está jovial e bonita como sempre e canta três canções—incluindo um pouco de uma valsa de Tchaikovsky—com vívido charme ".

## Indicações a prêmios
Óscar
- Melhor Música Original (Charles Previn e Hans J. Salter).[5]